# صومعه مارتویلی
صومعه مارتویلی (گرجی: მარტვილის მონასტერი) یک مجموعه صومعه گرجی در شهر مارتویلی در استان سامگرلو-زمو سوانتی کشور گرجستان است. این مکان در بالاترین نقطه قرار دارد و در طول تاریخ از اهمیت استراتژیکی فراوانی برخوردار بوده است.

## تاریخ
محوطه بالای تپه‌ای که امروزه صومعه در آن قرار دارد در دوران باستان به عنوان یک مرکز فرهنگی بت‌پرستی مورد استفاده قرار می‌گرفت و یک مکان مقدس بود. در آنجا یک درخت بلوط باستانی و عظیم ایستاده بود که به‌عنوان بت باروری و شکوفایی پرستش می‌شد. نوزادان یک‌بار در اینجا نیز قربانی می‌شدند. پس از تغییر دین جمعیت بومی به مسیحیت، درخت باستانی قطع شد تا دیگر آن را پرستش نکند. یک کلیسا ابتدا در اواخر سده هفتم بر روی ریشه‌های درخت بلوط قدیمی ساخته شد و به افتخار اندروی مقدس که مسیحیت را تبلیغ می‌کرد و بت‌پرستان را در سراسر منطقه سامگرلو مسیحی کرد، نامگذاری شد.
در قرن دهم پس از تهاجم به کلیسا و تخریب آن مجدداً بازسازی صورت گرفت. نقاشی‌های دیواری سده‌های چهاردهم تا هفدهم در کلیسا حفظ شده است.

## نگارخانه

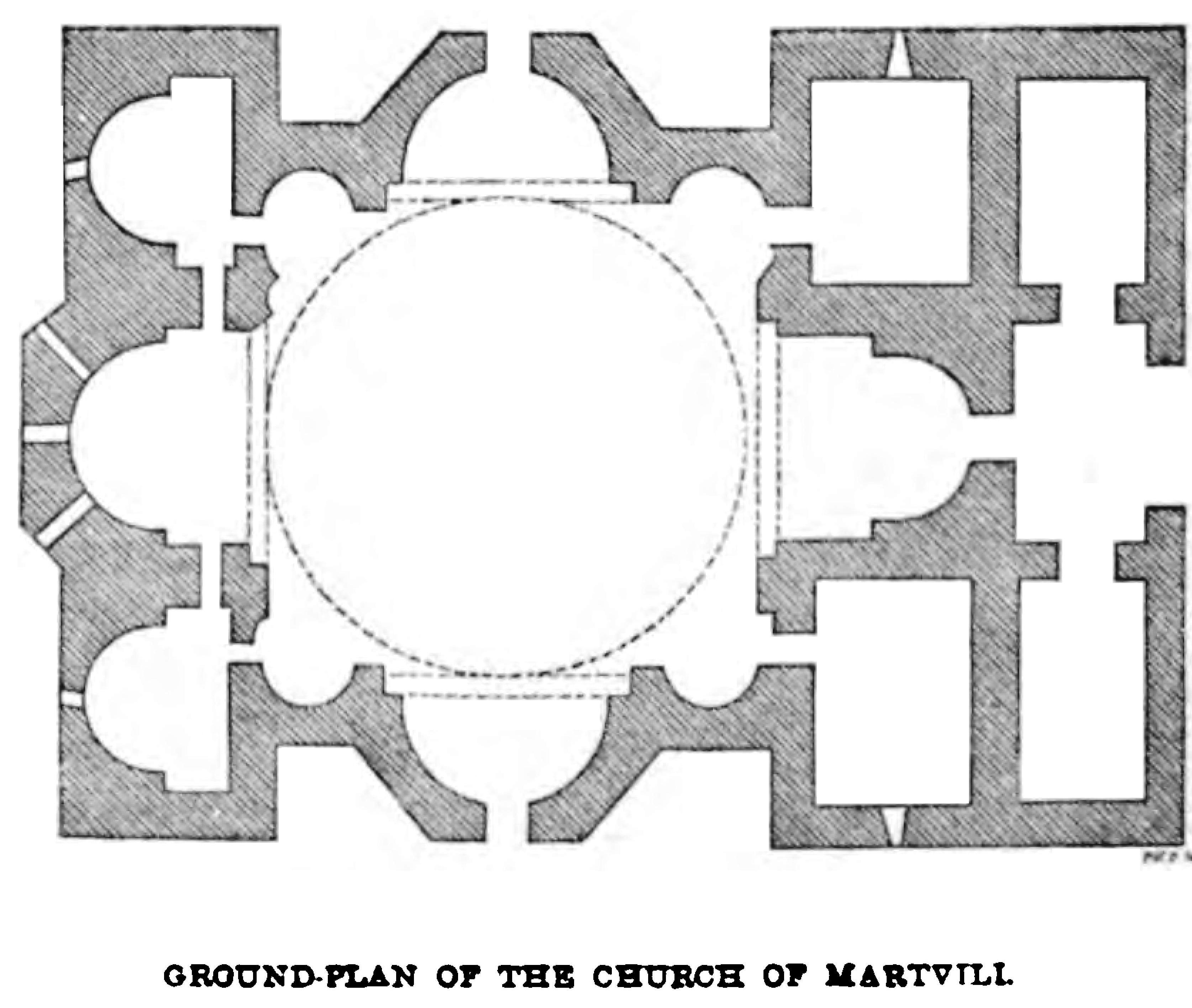
Martvili-Chkondidi Cathedral floorplan
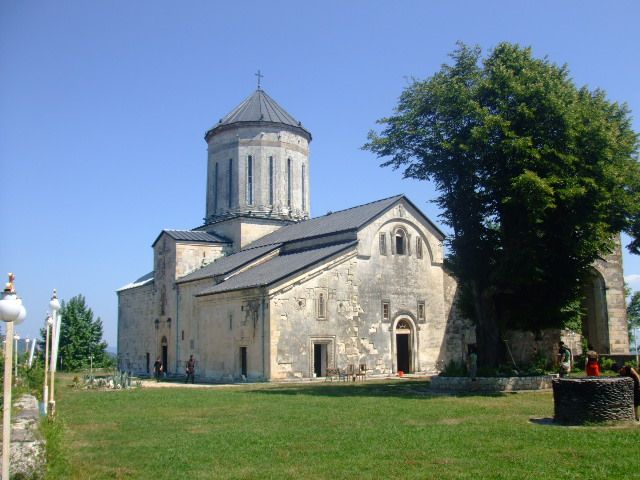
Martvili-Chkondidi Cathedral
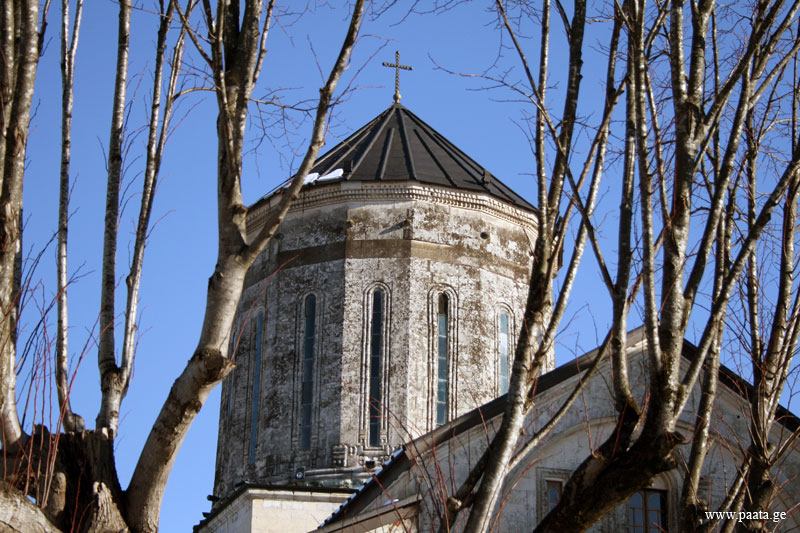
Cathedral drum and dome
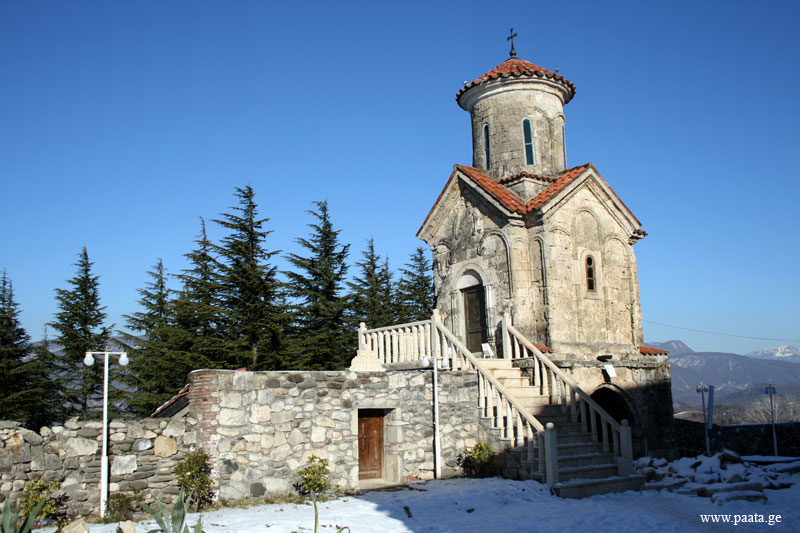